# Lake Ridge (Virginie)
Lake Ridge est une census-designated place située dans le comté de Prince William, dans l’État de Virginie, aux États-Unis. Lors du recensement de 2020, elle comptait 46 162 habitants.